# Жирнов, Александр Дмитриевич
Александр Дмитриевич Жирнов (23 июля 1941, Москва — 13 сентября 2010) — специалист в области физико-химических исследований процессов коррозии и защиты металлов.

## Биография
Окончил МИСиС (1966), кандидат технических наук (1978). С 1966 работал во Всероссийском научно-исследовательском институте авиационных материалов, где прошел путь от инженера (1966) до начальника лаборатории (1981) и заместителя генерального директора (2006).
Участвовал в исследованиях коррозии металлических материалов в окислительных средах, разработке противокоррозионной защиты летательных аппаратов. Один из авторов концепции комплексной противокоррозионной защиты авиационной техники при длительной эксплуатации в различных климатических зонах.
Эксперт постоянного комитета ISO в области международной стандартизации методов коррозионных испытаний (1980).
Автор более 70 статей и 16 изобретений.

## Награды
- Орден «Знак Почёта» (1987).
- Премия Правительства РФ (2001).

## Публикации
- Жирнов Александр Дмитриевич. viam.ru. Дата обращения: 28 октября 2012. Архивировано 18 декабря 2012 года.